# Премія імені Сесіля Б. Де Мілля
Премія імені Сесіля Б. Де Мілля — престижна нагорода Голлівудської асоціації іноземної преси, яку присуджують щорічно з 1952 року за видатні заслуги в кінематографі, під час церемонії «Золотий глобус» у Голлівуді. Премія отримала свою назву на честь Сесіля Б. Де Мілля (1881—1959), одного з найуспішніших режисерів у кінематографі.

## Лауреати премії
| - 1952: Сесіль Блаунт Де Мілль - 1953: Волт Дісней - 1954: Дерріл Ф. Занук - 1955: Джин Гершолт - 1956: Джек Ворнер - 1957: Мервін Лерой - 1958: Бадді Адлер - 1959: Моріс Шевальє - 1960: Бінг Кросбі - 1961: Фред Астер - 1962: Джуді Гарленд - 1963: Боб Гоуп - 1964: Джозеф Левін - 1965: Джеймс Стюарт - 1966: Джон Вейн - 1967: Чарлтон Гестон - 1968: Кірк Дуглас - 1969: Грегорі Пек - 1970: Джоан Кроуфорд | - 1971: Френк Сінатра - 1972: Альфред Гічкок - 1973: Семюел Голдвін - 1974: Бетті Девіс - 1975: Гал Б. Волліс - 1976: не присуджувалась - 1977: Волтер Міріш - 1978: Ред Скелтон - 1979: Люсіль Болл - 1980: Генрі Фонда - 1981: Джин Келлі - 1982: Сідні Пуатьє - 1983: Лоуренс Олів'є - 1984: Пол Ньюман - 1985: Елізабет Тейлор - 1986: Барбара Стенвік - 1987: Ентоні Квінн - 1988: Клінт Іствуд - 1989: Доріс Дей | - 1990: Одрі Хепберн - 1991: Джек Леммон - 1992: Роберт Мітчем - 1993: Лорен Беколл - 1994: Роберт Редфорд - 1995: Софі Лорен - 1996: Шон Коннері - 1997: Дастін Гоффман - 1998: Ширлі Маклейн - 1999: Джек Ніколсон - 2000: Барбра Стрейзанд - 2001: Аль Пачіно - 2002: Гаррісон Форд - 2003: Джин Гекмен - 2004: Майкл Дуглас - 2005: Робін Вільямс - 2006: Ентоні Гопкінс - 2007: Воррен Бітті - 2008: не присуджувалась - 2009: Стівен Спілберг | - 2010: Мартін Скорсезе - 2011: Роберт де Ніро - 2012: Морган Фрімен - 2013: Джоді Фостер - 2014: Вуді Аллен - 2015: Джордж Клуні - 2016: Дензел Вашингтон - 2017: Меріл Стріп - 2018: Опра Вінфрі - 2019: Джефф Бріджес - 2020: Том Генкс - 2021: Джейн Фонда - 2022: не присуджувалась - 2023: Едді Мерфі |